# Одбојкашка репрезентација Совјетског Савеза
Одбојкашка репрезентација Совјетског Савеза представљала је национални тим Совјетског Савеза у одбојци до краја 1991. и била једна од најуспешнијих икада.

## Успеси

### Олимпијске игре
- Токио 1964 —  злато
- Мексико Сити 1968 —  злато
- Минхен 1972 —  бронза
- Монтреал 1976 —  сребро
- Москва 1980 —  злато
- Сеул 1988 —  сребро

### Светска првенства
- 1949. —  злато
- 1952. —  злато
- 1956. —  бронза
- 1960. —  злато
- 1962. —  злато
- 1966. —  бронза
- 1970. — 6. место
- 1974. —  сребро
- 1978. —  злато
- 1982. —  злато
- 1986. —  сребро
- 1990. —  бронза

### Светски куп
- 1965. —  злато
- 1969. —  бронза
- 1977. —  злато
- 1982. —  злато
- 1985. —  сребро
- 1989. —  бронза
- 1991. —  злато

### Европска првенства
- 1950. —  злато
- 1951. —  злато
- 1955. — 4. место
- 1958. —  бронза
- 1963. —  бронза
- 1967. —  злато
- 1971. —  злато
- 1975. —  злато
- 1977. —  злато
- 1979. —  злато
- 1981. —  злато
- 1983. —  злато
- 1985. —  злато
- 1987. —  злато
- 1989. — 4. место
- 1991. —  злато